# Short Knuckleduster
El Short R.24/31 (o Short S.18 y apodado Knuckleduster) fue un hidrocanoa monoplano bimotor británico, de ala alta de gaviota en voladizo, diseñado y construido por Short según la especificación R.24/31 del Ministerio del Aire, para un "General Purpose Open Sea Patrol Flying Boat" (hidrocanoa de patrulla de mar abierto de uso general). El contrato también especificaba el uso del motor experimental Rolls-Royce Goshawk. El Saunders-Roe London y el Supermarine Stranraer compitieron con éxito por este contrato.
Aunque nunca entró en servicio militar, el Knuckleduster proporcionó información útil sobre la refrigeración por vapor de los motores y el manejo de hidroaviones monoplano; muchos de los datos experimentales recopilados contribuyeron al diseño de los exitosos aviones Empire y Sunderland.

## Diseño y desarrollo
El Ministerio del Aire británico emitió su Especificación R.24/31 para un "General Purpose Open Sea Patrol Flying Boat" en 1931 y encargó un prototipo a Saunders-Roe, a Supermarine y a Shorts. Mientras que las otras dos compañías optaron por diseños biplano tradicionales, Shorts decidió producir un avión monoplano más moderno, totalmente metálico, con el motor experimental Rolls-Royce Goshawk de bloque fundido refrigerado por vapor, en sí mismo un desarrollo del más pequeño motor Kestrel.
El casco de lados rectos del Knuckleduster era de construcción en sección de caja totalmente metálica (Alclad), desde la proa hasta el puntiagudo rediente principal en la parte trasera del fondo de planeo; a popa del rediente principal, el fuselaje era de construcción monocasco. La sección central del casco estaba encajonada y arriostrada mediante marcos diagonales para soportar las cargas de las fijaciones de la raíz alar.
Las secciones del ala interiores a los motores estaban unidas en un ángulo diedro de 30°, proporcionando así suficiente espacio libre para las hélices respecto al agua pulverizada generada durante el despegue. Las alas fueron diseñadas para tener una alta rigidez torsional, cada una compuesta por un larguero de caja con cuatro brazos tubulares cónicos de acero inoxidable. Los depósitos de combustible estaban montados dentro de las alas; se instalaron flotadores en las puntas de las alas con resortes y arriostrados. Las superficies de las alas eran de tela.
El motor experimental Rolls-Royce Goshawk de 720 hp refrigerado por vapor fue especificado para el Knuckleduster, lo que provocó muchos problemas debido a la falta de fiabilidad del mismo. Los motores, con llamativos condensadores que sobresalían verticalmente de las góndolas, estaban montados en el "nudillo" entre las secciones alares interior diédrica y exterior horizontal.
La unidad de cola comprendía un plano horizontal arriostrado mediante soportes, con dos empenajes y timones verticales, también sostenidos por arriostramientos diagonales al fuselaje. Como resultado de las primeras pruebas, se incrementó el área de los empenajes; John Parker solicitó un rediseño importante de la unidad de cola y fue implementado a un coste considerable.
Además de la cabina cerrada en la que el piloto y el navegante se sentaban lado a lado, había una cabina de artillero en la proa, puestos para el ingeniero y el operador de radio, y un puesto de navegación con mesa de cartas, escotillas de observación y dos literas plegables. Se montaron una tercera litera plegable y dos literas fijas en la cámara de la tripulación, que también incluía una cocina y, más a popa, espacio de almacenamiento para anclas flotantes y un baño.
El armamento adicional lo proporcionaba un montaje artillado en el centro de la nave y una cabina de artillero trasero en la cola; se podían montar bombas en soportes para bombas debajo de las alas y también había provisión para transportar (pero no lanzar) un torpedo. Todos los montajes artillados llevaban una sola ametralladora Lewis.

## Historia operacional
Botado por primera vez el día anterior, el primer vuelo del prosaicamente llamado R.24/31 (matriculado K3574) tuvo lugar el 30 de noviembre de 1933, pilotado por el piloto de pruebas jefe de Shorts, John Lankester Parker, y tripulado por George Cotton y W. Howard Bell. Parker notó que los empenajes se estaban flexionando y aterrizó inmediatamente. Después de reforzar los empenajes, el avión volvió a volar con éxito el 15 de diciembre. Otros problemas encontrados durante las pruebas fueron que el hidrocanoa no se podía compensar a recto y nivelado: el área de los empenajes se incrementó en un 18% y la cola se rediseñó, incluida la instalación de una cúpula sobre la posición del arma de cola.
El 12 de junio de 1934, al finalizar el vuelo de pruebas, el Knuckleduster fue volado hasta Felixstowe para realizar pruebas oficiales con el Marine Aircraft Experimental Establishment (MAEE). Se consideró que el avión no cumplía las especificaciones, especialmente en lo que respecta a la velocidad máxima y al alcance, aunque no eran una prioridad en la especificación. En octubre de 1934, el hidrocanoa fue devuelto a Rochester para su reparación tras un accidente (una colisión con otro hidrocanoa). Fue reparado y se incorporaron varias modificaciones antes de regresar a Felixstowe en marzo de 1935.
En abril, el Knuckleduster se unió al 209 Squadron en RAF Mount Batten, Plymouth, para realizar pruebas de servicio, junto con el Stranraer y el London. Esto incluyó una aparición en la exhibición de la Real Fuerza Aérea en Hendon. Fue devuelto al MAEE en octubre de 1935. A pesar de sufrir problemas de motor, continuó realizando vuelos de pruebas hasta septiembre de 1938, cuando fue retirado de las tareas de vuelo y asignado a la No. 2 School of Technical Training de RAF Cosford con fines de instrucción.
Aunque no se ordenó su puesta en producción, principalmente debido a los poco fiables motores, antes de su vuelo se publicó una nueva Especificación R.2/33 del Ministerio del Aire, que conduciría al Short Sunderland. El Sunderland era otro gran hidrocanoa monoplano que se había beneficiado de los trabajos realizados en el R.24/31.

## Operadores
Reino Unido
- Real Fuerza Aérea
- Marine Aircraft Experimental Establishment

## Especificaciones
Referencia datos: Shorts Aircraft since 1900 

### Características generales
- Tripulación: Cinco
- Longitud: 19,3 m (63,3 ft)
- Envergadura: 27,4 m (90 ft)
- Altura: 5,9 m (19,5 ft) [6]
- Superficie alar: 106,6 m² (1147,5 ft²)
- Perfil alar: Göttingen 436 (secciones alares exteriores)
- Peso vacío: 5316 kg (11 716,5 lb)
- Peso cargado: 8391 kg (18 493,8 lb)
- Planta motriz: 2× motor lineal V12 refrigerado por vapor Rolls-Royce Goshawk VIII.
  - Potencia: 578 kW (797 HP; 786 CV) cada uno.
- Hélices: Bipala de madera de paso fijo
- Diámetro de la hélice: 3,81 m[8]

### Rendimiento
- Velocidad máxima operativa (Vno): 240 km/h (149 MPH; 130 kt)
- Alcance: 1670 km (902 nmi; 1038 mi)
- Techo de vuelo: 4700 m (15 420 ft)
- Régimen de ascenso: 4,1 m/s (807 ft/min) [8]

### Armamento
- Ametralladoras: 

  - 3x Lewis
- Bombas: soportes subalares para:[8]
  - 2 de 230 kg o
  - 4 de 110 kg

## Aeronaves relacionadas

### Desarrollos relacionados
- Short Empire
- Saunders-Roe London
- Supermarine Stranraer

### Aeronaves similares
- Dornier Do 26

### Secuencias de designación
- Secuencia S._ (interna de Short, posterior a 1921): ← S.16 - S.17 - L.17 - S.18 - S.19 - S.20 - S.21 →